# Ianuaris
Ianuaris war ein antiker römischer Toreut (Metallbildner), wahrscheinlich in Lyon tätig. Die Datierung schwankt zwischen der zweiten Hälfte des 1. Jahrhunderts beziehungsweise neronischer Zeit und der Mitte des 2. Jahrhunderts.
Ianuaris ist heute nur noch aufgrund von zehn Signaturstempeln auf Kasserollen aus Bronze bekannt. Sechs wurden auf dem Gebiet des heutigen Frankreich, je zwei in Deutschland und in der Schweiz gefunden. Die Mehrzahl der Stücke wurde somit in relativer Nähe des wahrscheinlichen Produktionsortes gefunden. Ob die etwas weiter entfernt gefundenen Stücke beispielsweise durch Handel, Reisetätigkeit oder als Bestandteil der Ausrüstung von Soldaten dorthin kamen, muss unklar bleiben. Die Signatur lautet lateinisch IANUARIS F, ergänzt zu Ianuaris f(ecit), Ianuaris machte (es). Bei den Stücken handelt es sich um:
1. Bronzekasserolle, gefunden in Agde (dem antiken Agathe Tyche), heute in der Bibliothèque nationale de France.[2]
2. Bronzekasserolle, gefunden in einem Brunnen in Autun (dem antiken Augustodunum), heute im Musée Rolin in Autun.[3]
3. Bronzekasserolle, gefunden in einem Brunnen in Saint-Germain-Chassenay, heute im Musée de Picardie in Amiens.[4]
4. Bronzekasserolle, gefunden in Rouen (dem antiken Rotomagus), heute im Musée départemental des Antiquités in Rouen.[5]
5. Bronzekasserolle, gefunden in der Villa de la Mosaïque im Forêt de Brotonne, heute im Musée départemental des Antiquités in Rouen.[6]
6. Bronzekasserolle, gefunden in der Cher in Vierzon, heute im Musée Municipal de Vierzon.[7]
7. Bronze-Kasserollengriff Typ Eggers 153, gefunden 1976 im Straßenbereich zwischen Insula 29 und nördlicher Stadtmauer, Schnitt 76/7, 1.–2. Planum in Xanten (der antiken Colonia Ulpia Traiana), heute im LVR-RömerMuseum Xanten.[8]
8. Bronzekasserolle, gefunden in Le Buy im Kanton Waadt, heute im Musée cantonal des Beaux-Arts in Lausanne.[9]
9. Bronzekasserolle, gefunden in Vidy im Kanton Waadt, heute im Musée Romain de Lausanne-Vidy in Lausanne.[10]
10. Bronzekasserolle, gefunden in Bad Wimpfen, heute im Landesdenkmalamt Stuttgart.[11]

## Einzelbelege
1. ↑  Der letzte Fund ist dem Autor des Artikels bislang nur als Teil der Gesamtzahl in den Xantener Berichten 14 bekannt.
2. ↑  Inventarnummer 1427; Richard Petrovszky: Studien zu römischen Bronzegefäßen mit Meisterstempeln. Leidorf, Buch am Erlbach 1993, S. 264, Nr. I.01.01; CIL 12, 5698,6.
3. ↑  Inventarnummer 132; Richard Petrovszky: Studien zu römischen Bronzegefäßen mit Meisterstempeln. Leidorf, Buch am Erlbach 1993, S. 264, Nr. I.01.02; CIL 13, 10027,26a.
4. ↑  Inventarnummer 3057.298.55; Richard Petrovszky: Studien zu römischen Bronzegefäßen mit Meisterstempeln. Leidorf, Buch am Erlbach 1993, S. 264, Nr. I.01.03; CIL 13, 10027,26b.
5. ↑  Inventarnummer 18249; Richard Petrovszky: Studien zu römischen Bronzegefäßen mit Meisterstempeln. Leidorf, Buch am Erlbach 1993, S. 264, Nr. I.01.04; CIL 13, 10027,26c.
6. ↑  Inventarnummer ?; Richard Petrovszky: Studien zu römischen Bronzegefäßen mit Meisterstempeln. Leidorf, Buch am Erlbach 1993, S. 264, Nr. I.01.05; CIL 13, 10027,26d.
7. ↑  Inventarnummer ?; Richard Petrovszky: Studien zu römischen Bronzegefäßen mit Meisterstempeln. Leidorf, Buch am Erlbach 1993, S. 264, Nr. I.01.06.
8. ↑  Inventarnummer Fd. Nr C 10.814; Richard Petrovszky: Studien zu römischen Bronzegefäßen mit Meisterstempeln. Leidorf, Buch am Erlbach 1993, S. 264, Nr. I.01.07; Anita Rieche, Hans-Joachim Schalles: Arbeit. Handwerk und Berufe in der römischen Stadt. (= Führer und Schriften des Archäologischen Parks Xanten, Band 10), Pulheim/Bonn, Rheinland-Verlag/Habelt 1987, ISBN 3-7927-0980-5, S. 30.
9. ↑  Inventarnummer ?; Richard Petrovszky: Studien zu römischen Bronzegefäßen mit Meisterstempeln. Leidorf, Buch am Erlbach 1993, S. 264, Nr. I.01.08; CIL 13, 10027,26d.
10. ↑  Inventarnummer 2813; Richard Petrovszky: Studien zu römischen Bronzegefäßen mit Meisterstempeln. Leidorf, Buch am Erlbach 1993, S. 264, Nr. I.01.09; Annalis Leibundgut: Die römischen Bronzen der Schweiz. Teil 3: Westschweiz, Bern und Wallis. Philipp von Zabern, Mainz 1980. ISBN 3-8053-0366-1, S. 132, Nr. 197, Tafel 162.
11. ↑  Inventarnummer WLM R84 Wi2832 (aber verschollen); Richard Petrovszky: Studien zu römischen Bronzegefäßen mit Meisterstempeln. (= Schriften des Limesmuseums Aalen, Band 40), Leidorf, Buch am Erlbach 1993, S. 264, Nr. I.01.10; Hans Ulrich Nuber: Antike Bronzen aus Baden-Württemberg. Württembergisches Landesmuseum, Stuttgart 1988, S. 10, 31, 81; Hans-Joachim Schalles: Epigraphisches vom Niederrhein. In: Xantener Berichte. Band 14, 2006, S. 85–130, insbesondere S. 105–106.

| Personendaten    | Personendaten                              |
| ---------------- | ------------------------------------------ |
| NAME             | Ianuaris                                   |
| KURZBESCHREIBUNG | antiker römischer Toreut                   |
| GEBURTSDATUM     | 1. Jahrhundert v. Chr. oder 1. Jahrhundert |
| STERBEDATUM      | 1. Jahrhundert oder 2. Jahrhundert         |